# Venceslav Smrekar
Venceslav Smrekar, slovenski gradbeni inženir in slikar, * 19. september 1875, Kamno, † (?).

## Življenje in delo
Rodil se je v Kamnem  družini Janeza in Uršule Smrekar rojene Sovdat. Umrl pa neznano kdaj in kje. Ljudsko šolo je obiskoval v Libušnjem, potem pa je bil za pastirja na Seliščih. Kasneje je delal pri geometru Ivanu Lapajni v Kobaridu, tu je služboval do pomladi 1902, ko se je zaposlil pri geometru Obizziju v Gorici, februarja 1904 pa odšel k podjetju Burger & Redlich na Grahovo ob Bači. Od 1. januarja 1905 je bil v Gorici   uslužbenec stavbnega urada Deželnega zbora Goriško-Gradiščanske. Ob delu je študiral ter leta 1909 postal gradbeni inženir. Po diplomi se je v Ljubljani zaposlil pri gradbenem odboru v kranjskem deželnem zboru. Po prihodu v Ljubljano se je začel izpopolnjevati v slikarstvu. Ker s službo v Ljubljani ni bil zadovoljen je leta 1912 odšel v Beograd. Kasneje o Smrekarju ni več podatkov. Kot vdovec se je drugič poročil s hčerko Hrabroslava Volariča.
Leta 1910 je z dvema akvareloma, portretoma mame in očeta, v Jakopičevem paviljonu sodeloval na 3. umetniški razstavi, leta 1912 pa je skupaj z drugimi slovenskimi umetniki, med njimi je bil tudi Hinko Smrekar, razstavljal v Gorici. Slikal je tudi olja na platnu.